# Kaňkita
La kaňkita és un mineral de la classe dels fosfats. Rep el nom de Kaňk, a la República Txeca, la seva localitat tipus.

## Característiques
La kaňkita és un arsenat de fórmula química FeAsO₄·3.5H₂O. Cristal·litza en el sistema monoclínic. La seva duresa a l'escala de Mohs es troba entre 2 i 3.
Segons la classificació de Nickel-Strunz, la kaňkita pertany a «08.CE: Fosfats sense anions addicionals, amb H₂O, només amb cations de mida mitjana, RO₄:H₂O sobre 1:2,5» juntament amb els següents minerals: chudobaïta, geigerita, newberyita, brassita, fosforrösslerita, rösslerita, metaswitzerita, switzerita, lindackerita, ondrušita, veselovskýita, pradetita, klajita, bobierrita, annabergita, arupita, barićita, eritrita, ferrisimplesita, hörnesita, köttigita, manganohörnesita, parasimplesita, vivianita, pakhomovskyita, simplesita, cattiïta, koninckita, steigerita, metaschoderita, schoderita, malhmoodita, zigrasita, santabarbaraïta i metaköttigita.

## Formació i jaciments
Va ser descoberta a la localitat de Kaňk, a Kutná Hora, dins la regió de Bohèmia Central (República Txeca), i ha estat descrita també en altres localitats repartides per tots els continents del planeta a excepció de l'Antàrtida.